# Anja Rücker
Anja Rücker, född den 20 december 1972 i Bad Lobenstein, är en tysk före detta friidrottare som tävlade i kortdistanslöpning främst 400 meter. 
Rückers främsta merit på 400 meter kom vid VM 1999 i Sevilla där hon slutade tvåa efter Cathy Freeman på tiden 49,74. Hon var även tongivande i tyska stafettlag på 4 x 400 meter. Hennes främsta merit var guldet vid VM 1997 tillsammans med Anke Feller, Uta Rohländer och Grit Breuer. Hon blev även bronsmedaljör vid Olympiska sommarspelen 1996 då tillsammans med Rohländer, Linda Kisabaka och Breuer. 

## Personligt rekord
- 400 meter - 49,74